# سولوكتيديل
سولوكتيديل (بالإنجليزية: Suloctidil)‏ كان عبارة عن كحول أميني يحتوي على الكبريت تم طرحه في الأسواق في أوائل السبعينيات كموسع للأوعية بواسطة شركة كونتيننتال فارما، وهي شركة بلجيكية.
تم شراء شركة كونتيننتال من قبل شركة مونسانتو في عام 1984، في المقام الأول بناءً على وعد بيع سولوكتيديل، والذي تمت الموافقة عليه في أوروبا في ذلك الوقت، ولكن ليس في الولايات المتحدة. ومع ذلك، في عام 1985 أوقفت شركة مونسانتو التطوير وسحبت الدواء من جميع أنحاء العالم بعد تقارير عن تسمم الكبد.